# Heptapterus mandimbusu
Heptapterus mandimbusu es una especie de pez siluriforme de agua dulce de la familia de los heptaptéridos y del género Heptapterus, cuyos integrantes son denominados comúnmente bagres anguilas, resbalosas, tuscas o yuscas. Habita en aguas templado-cálidas del nordeste del Cono Sur de Sudamérica.

## Taxonomía
Descripción original
Esta especie fue descrita originalmente en el año 2017 por los ictiólogos Gastón Aguilera, Mauricio Benítez, Guillermo Enrique Terán, Felipe Alonso y Juan Marcos Mirande.
Etimología
Etimológicamente, el término genérico Heptapterus se construye con palabras del idioma griego, en donde: epta significa 'siete' y pteron es 'aleta'. El epíteto específico mandimbusu refiere a dos palabras de la lengua indígena guaraní: mandi, que es el nombre con que se identifica a las especies de ‘bagres’, y la palabra mbusu, con la cual se conoce en ese idioma a la ‘anguila criolla’ (Synbranchus marmoratus), en referencia al parecido de los ejemplares de este género a dicho pez serpentiforme.
Caracterización
Heptapterus mandimbusu se distingue de sus congéneres por su particular patrón cromático, al presentar en el cuerpo melanóforos dispersos en las regiones dorsal y lateral, los que forman conspicuas manchas de tamaño variable. También es posible distinguirlo por una combinación única de caracteres: distancia interdorsal larga (13,8 a 18,9 % de la longitud estándar), 14 a 18 radios en la aleta anal, barbillas del maxilar cortas (52,2 a 74,5 % de la longitud de la cabeza) y por exhibir la aleta adiposa confluente con la aleta caudal.

## Distribución geográfica y hábitat
Heptapterus mandimbusu es una especie exclusiva del sector sudeste de la provincia de Misiones, en el nordeste de la Argentina, extremo norte de la región mesopotámica de ese país,habita también en ríos del Paraguay . Solo se conoce de la cuenca de un pequeño afluente del río Uruguay, el cual es parte de la cuenca del Plata, cuyas aguas se vuelcan en el océano Atlántico Sudoccidental por intermedio del Río de la Plata.
Ecorregionalmente este pez constituye un endemismo de la ecorregión de agua dulce Uruguay inferior.